# Salman Alchasurowitsch Chassimikow
Salman Alchasurowitsch Chassimikow (russisch Салман Алхазурович Хасимиков; * 5. April 1953 in der Kasachischen SSR, Sowjetunion; † 28. Mai 2025 in Moskau, Russland) war ein sowjetischer Freistilringer tschetschenischer Nationalität.
Er starb am 28. Mai 2025 im Alter von 72 Jahren nach Herzproblemen in einem Moskauer Krankenhaus und wurde in seiner Heimatsiedlung Staraja Sunscha begraben. 2018 war hier die Leninstraße in Salman-Chassimikow-Straße umbenannt worden.

## Werdegang

### Amateurlaufbahn
Salman Chassimikow wurde in einer im Zweiten Weltkrieg deportierten tschetschenischen Familie in der Kasachischen SSR geboren. 1957 konnte die Familie nach Tschetschenien zurückkehren und siedelte sich in der Siedlung Staraja Sundscha (heute Stadtteil von Grosny) an. Er begann dort mit 12 Jahren mit dem Ringen und war bereits als Jugendlicher einer der besten Freistilringer in der Sowjetunion in seiner jeweiligen Altersklasse. Mit 18 Jahren startete er bei der Junioren-Europameisterschaft im schwedischen Huskvarna und gewann dort überlegen den Titel in der Klasse bis 87 kg Körpergewicht. In der Klasse über 87 kg Körpergewicht siegte damals Soslan Andijew aus der Sowjetunion, der in der Zeit bei den Senioren der härteste Gegner Salmans wurde. Zunächst gewann Salman in den Jahren 1971 und 1973 die Weltmeistertitel bei den Junioren, 1971 wieder in der Klasse bis 87 kg Körpergewicht und 1973 im Schwergewicht.
Danach ging Salman in die Armee und wurde in Moskau stationiert. Sein Trainer wurde dort Tomas Barba, dem er seine weitere positive Entwicklung weitgehend zu verdanken hat. Er wuchs bei einer Größe von 1,80 Metern zu einem ausgewachsenen Superschwergewichtler von 120 kg Körpergewicht heran. Er war für das Superschwergewicht eher klein, dafür aber ungemein stark.
Trotz der großen Erfolge Salmans im Juniorenbereich dauerte es bis 1979, ehe er sich in der Sowjetunion bei den Senioren durchsetzen konnte. Soslan Andijew, Boris Bigajew und Wladimir Parschukow verhinderten seine Einsätze bei internationalen Meisterschaften durch bessere Platzierungen bei den sowjetischen Meisterschaften. Im Jahr 1979 gab Salman dann sein internationales Debüt bei den Senioren bei der Europameisterschaft in Budapest. Mit drei überlegenen Siegen wurde er dort Europameister im Superschwergewicht. Im gleichen Jahr wurde er in San Diego auch Weltmeister vor Roland Gehrke aus der DDR, der auch schon Vizeeuropameister geworden war.
Im Jahr 1980 gab es für Salman bei der Europameisterschaft in Prievidza eine überraschende Niederlage gegen Petar Iwanow aus Bulgarien. Kurz vor Schluss erteilten ihm die Kampfrichter die dritte Verwarnung wegen Passivität, nachdem diese beide Ringer vorher schon mit je zwei Verwarnungen bedacht hatten. Durch diese dritte Verwarnung verlor Salman den Kampf und der EM-Titel ging an Iwanow. Es kam aber noch schlimmer für Salman, denn kurz vor den Olympischen Spielen in Moskau, wo er starten sollte, brach er sich ein Bein und musste in Moskau zusehen.
Nach der Genesung verlief für ihn dann das Jahr 1981 außerordentlich erfolgreich. Er wurde zunächst im Frühjahr Europameister in Łódź und im Herbst auch Weltmeister in Skoplje. Bei keiner dieser Meisterschaften geriet er auch nur annähernd in Gefahr einen Kampf zu verlieren. Er war zu überlegen.
In den Jahren 1982 und 1983 startete er nur bei den Weltmeisterschaften. Dabei gewann er seinen dritten und vierten Weltmeister-Titel. In Edmonton (1982) und in Kiew (1983) war er wieder ungefährdet, so sehr sich seine härtesten Gegner Adam Sandurski aus Polen, Bruce Baumgartner aus den USA und Andreas Schröder aus der DDR gegen ihn auch abmühten.
Im Olympiajahr 1984 konnte Salman aber wie schon vor vier Jahren nicht die Erfolge erzielen, die er sich wünschte. Zunächst traf ihn bei der Europameisterschaft in Jönköping zusammen mit seinem Endkampfgegner Adam Sandurski das harte Verdikt der Kampfrichter: Disqualifikation beider Ringer wegen Passivität. Beide Ringer wurden auf den 2. Platz gesetzt und kein Europameistertitel vergeben. Der Traum von der olympischen Goldmedaille 1984 in Los Angeles zerplatzte für Salman durch den Olympiaboykott der sozialistischen Staaten.
Danach beendete Salman Chassimikow seine Ringerlaufbahn.

### Profilaufbahn
1989/90 trat Salman Chassimikow für die japanische Wrestlingpromotion New Japan Pro-Wrestling an, wo er am 25. Mai auch den IWGP Heavyweight Championship von Big van Vader gewinnen durfte.

## Internationale Erfolge (Amateurlaufbahn)
| Jahr | Platz | Wettbewerb                               | Gewichtsklasse | Ergebnisse |
| 1970 | 1.    | Junioren-EM in Huskvarna                 | bis 87 kg      | vor Georgi Stojtschew, Bulgarien und İsmail Ömer Zuzan, Türkei                                                    |
| 1971 | 1.    | Junioren-WM in Tokio                     | bis 87 kg      | vor Stojan Radew, Bulgarien und Toni Sidoli, USA                                                                  |
| 1973 | 1.    | Junioren-WM in Miami                     | Schwer         | vor Raitschew, Bulgarien und Roland Gehrke, DDR                                                                   |
| 1975 | 1.    | Intern. Turnier in Tiflis                | Schwer         | vor Mosseschwili, Chutaba, Ikajew und Aslanbek Bisultanow, alle Sowjetunion                                       |
| 1975 | 1.    | Vorolympisches Turnier in Montreal       | Superschwer    | vor Heinz Eichelbaum, BRD, Harry Geris und Robert Gibbons, bde. Kanada                                            |
| 1975 | 1.    | „Werner-Seelenbinder“-Turnier in Leipzig | Schwer         | vor Reza Shouktesari, Iran, Peter Drozda, Polen und Peter Albert, DDR                                             |
| 1977 | 1.    | Großer Preis von Łódź                    | Superschwer    | vor József Balla, Ungarn und Kosmowski, Polen                                                                     |
| 1977 | 1.    | „Pokal von Georgien“ in Tiflis           | Superschwer    | vor Chutaba, UdSSR, Snobiladze, UdSSR, Roland Gehrke und Aslanbek Bisultanow, UdSSR                               |
| 1978 | 1.    | Intern. Turnier in Bukarest              | Superschwer    | vor József Balla und Kálman, beide Ungarn                                                                         |
| 1979 | 1.    | EM in Bukarest                           | Superschwer    | vor Roland Gehrke, Adam Sandurski, Polen, Janko Andrei, Rumänien, József Balla, und Petar Iwanow, Bulgarien       |
| 1979 | 1.    | WM in San Diego                          | Superschwer    | vor Roland Gehrke, Janko Andrei, John Achterwood, Kanada, Wesselin Atanassow, Bulgarien und Henryk Tomanek, Polen |
| 1980 | 2.    | EM in Prievidza                          | Superschwer    | hinter Petar Iwanow und vor Adam Sandurski, József Balla, Janko Andrei und Roland Gehrke                          |
| 1981 | 1.    | EM in Łódź                               | Superschwer    | vor József Balla, Adam Sandurski, Slawko Tscherwenkow, Bulgarien und Michael Deutsch, DDR                         |
| 1981 | 1.    | WM in Skopje                             | Superschwer    | vor Reza Shouktesari, Iran, Adam Sandurski, Petar Iwanow, Harold Smith, USA und József Balla                      |
| 1981 | 1.    | World-Cup-Turnier in Toledo/USA          | Superschwer    | vor Bruce Baumgartner, USA und Wyatt Wishart, Kanada                                                              |
| 1982 | 1.    | WM in Edmonton                           | Superschwer    | vor Adam Sandurski, Andreas Schröder, DDR, Reza Shouktesari, József Balla und Petar Iwanow                        |
| 1983 | 1.    | WM in Kiew                               | Superschwer    | vor Adam Sandurski, Bruce Baumgartner, Petar Iwanow, Robert Molle, Kanada und Andreas Schröder                    |
| 1984 | 2.    | EM in Jönköping                          | Superschwer    | gemeinsam mit Adam Sandurski und vor Andreas Schröder, Tomas Johansson, Schweden und Nikola Slatew, Bulgarien     |

## Sowjetische Meisterschaften
| Jahr | Platz | Gewichtsklasse | Ergebnisse                                  |
| 1978 | 3.    | Superschwer    | hinter Soslan Andijew und Boris Bigajew     |
| 1979 | 1.    | Superschwer    | vor Wladimir Parschukow und Soslan Andijew  |
| 1980 | 2.    | Superschwer    | hinter Soslan Andijew, vor Boris Bigajew    |
| 1981 | 1.    | Superschwer    | vor Nikolai Skripkin und Boris Bigajew      |
| 1982 | 1.    | Superschwer    | vor Boris Bigajew und Dschamal Tarijenadse  |
| 1983 | 1.    | Superschwer    | vor Oleg Dsamlajew und Dschamal Tarijenadse |

Erläuterungen
- alle Wettkämpfe im freien Stil
- WM = Weltmeisterschaft, EM = Europameisterschaft
- Schwergewicht, damals bis 100 , Superschwergewicht, bis 130 kg Körpergewicht

## Profilaufbahn
- 1989, 1× IWGP Heavyweight Champion